# Vibracellina semiglobosa
Vibracellina semiglobosa är en mossdjursart som beskrevs av Lu, Nie och Zhong in Lu 1991. Vibracellina semiglobosa ingår i släktet Vibracellina och familjen Cupuladriidae. Inga underarter finns listade i Catalogue of Life.